# John-Arvid Arvidson
John-Arvid Arvidson, född 7 mars 1902 i Stävie församling, Malmöhus län, död 5 december 1976 i Kävlinge församling, Malmöhus län, var en svensk lantbrukare och moderat politiker.
Arvidson var ledamot av riksdagens första kammare från 1958, invald i Malmöhus län med Malmö stad valkrets. Han var bl.a. ledamot av Första lagutskottet.